# Waputik Range
De Waputik Range is een bergketen die gelegen is ten westen van de Bowvalei, ten oosten van de beek Bath Creek en ten zuiden van Mount Balfour en Hector Lake in de Canadese Rocky Mountains. "Waputik" betekent "witte geit" in het Stoney Indiaans. Deze naam is aan de bergketen gegeven door George Mercer Dawson van het Geological Survey of Canada. Mount Balfour is de hoogste berg van de Waputik Range.

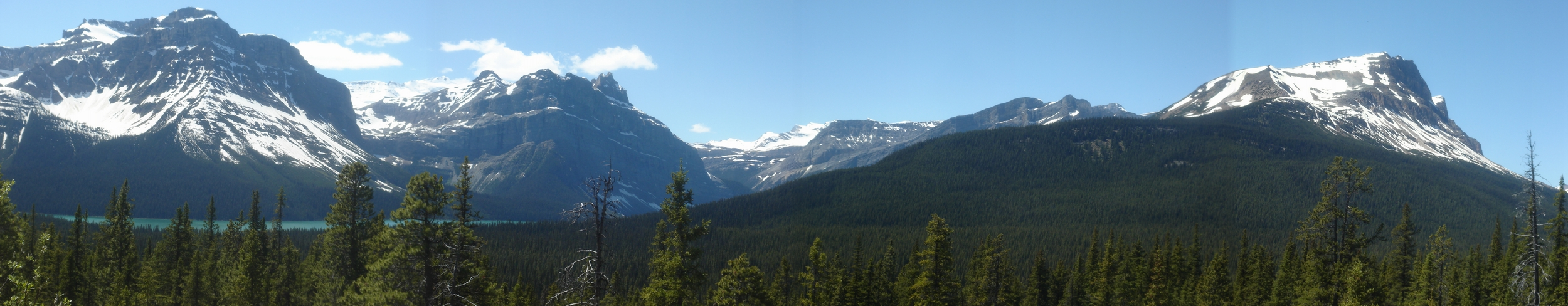
De bergketen Waputik, gezien vanaf Icefields Parkway (Highway 93)